# Helena da Romênia
Helena da Romênia (Lausana, 15 de novembro de 1950), é uma Princesa da Romênia, segunda filha do rei Miguel I da Romênia e de sua esposa, a princesa Ana de Parma. É ex-esposa do plebeu Robin Medforth-Mills e esposa do também plebeu Alexander Phillips Nixon McAteer.

## Títulos
- 15 de novembro de 1950 - 30 de dezembro de 2007: Sua Alteza Real Princesa Helena de Romênia, Princesa de Hohenzollern-Sigmaringen
- 30 de dezembro de 2007 - presente: Sua Alteza Real Princesa Helena de Romênia